# باكانو!
باكانو! (باليابانية: バッカーノ!، بالروماجي: Bakkāno!) هي سلسلة رواية خفيفة يابانية من تأليف ريوهغو ناريتا و رسم من كاتسومي إينامي، نشرت في 10 فبراير عام 2003، اقتبست إلى أنمي تلفزيوني من إنتاج استوديو برينز بيس، عرض الأنمي في 26 يوليو عام 2007 واستمر عرضه حتى 1 نوفمبر عام 2007، وتكون من 16 حلقة.

## القصة
تدور أحداث القصة في عام 1711 على متن السفينة، قامت مجموعة من الخيميائيين باستدعاء شيطان على أمل الحصول على أكسير الخلود. يعطيهم الشيطان إكسير الخلود، ويقرر معظم الخيميائيين أنه لا ينبغي لأحد أن يصبح خالدا. وفي تلك الليلة بدأ الخيميائيون بالاختفاء، إدراك الباقون التهديد الذي يشكله البقاء معا، فقرروا الأتنتشار في جميع أنحاء العالم.

## الشخصيات
مشرف جريدة الدايلي دايز
مؤدي الصوت: شو هايامي
رايتشل (باليابانية: レイチェル، بالروماجي: Reicheru)
مؤدية الصوت: شيزوكا إيتو
غوستاف سانت جيرماين (باليابانية: ギュスターヴ・サンジェルマン، بالروماجي: Gyusutāvu Sanjeruman)
مؤدي الصوت: نوريو واكاموتو
نيكولاس واين (باليابانية: ニコラス・ウェイン، بالروماجي: Nikorasu Wein)
مؤدي الصوت: تورو فوروساوا
إيليان دوغر (باليابانية: エレアン・ドゥーガー، بالروماجي: Erean Dūgā)
مؤدي الصوت: تايتن كوسونوكي
إسحاق ديان (باليابانية: アイザック・ディアン، بالروماجي:  Aizakku Dian)
مؤدي الصوت: ماسايا أونوساكا
ميريا هارفنت (باليابانية: ミリア・ハーヴェント، بالروماجي: Miria Hāvento)
مؤدية الصوت: ساياكا أوكي

## وصلات خارجية
- الموقع الرسمي (باليابانية)
- الموقع الرسمي عند مادمان
- موقع المانغا الرسمي عند سكوير إنكس
- باكانو! على موقع ميوزك برينز (الإنجليزية)
- باكانو! على موقع ANN manga (الإنجليزية)